# Вулиця Павла Грабовського (Київ)
Ву́лиця Павла́ Грабо́вського — вулиця в Голосіївському районі міста Києва, місцевість Саперна слобідка. Пролягає від Стратегічного шосе до проспекту Науки.
Прилучаються вулиці Велика Китаївська та Уласа Самчука.

## Історія
Вулиця виникла (на відтинку між теперішньою Феодосійською вулицею та Стратегічним шосе) у 2-й половині XIX століття, мала назву Наневська (від прізвища домовласника). Решта частини вулиці прокладена лише в 40-ві — 50-ті роки XX століття. Сучасна назва на честь українського поета та публіциста Павла Грабовського — з 1952 року. Стару частину вулиці ліквідовано у 1980-х роках при знесенні старої забудови (доти вулиця починалася від Феодосійської вулиці).